# Papoea-jaarvogel
De papoea-jaarvogel (Rhyticeros plicatus, synoniem: Aceros plicatus) is een neushoornvogel die voorkomt in Wallacea van Nieuw-Guinea tot op de Salomonseilanden. Tot in de jaren 1990 werd deze vogel in het geslacht Aceros geplaatst en werd de kleine jaarvogel (R. subruficollis), als ondersoort Aceros plicatus subruficollis ook tot deze soort gerekend.

## Kenmerken
De papoea-jaarvogel is 76 tot 91 cm lang. Het is een vrij grote, zwarte neushoornvogel met een forse bleekwitte snavel en een witte staart. Het vrouwtje is helemaal zwart, het mannetje en onvolwassen vogels hebben een witte nek, waarbij het wit geleidelijk overgaat in een honingkleurige tint. Verder maakt deze vogel tijdens het vliegen met zijn vleugels een opvallend sissend geluid dat lijkt op het geluid van stoom. Verder is het ook een luidruchtige vogel die verdragende geluiden maakt die lijken op gelach.

## Verspreiding en leefgebied
De papoea-jaarvogel komt voor op de Molukken en van Nieuw-Guinea tot de Bismarckarchipel en de Salomonseilanden. Het is de enige neushoornvogel die oostelijk van de lijn van Wallace voorkomt. Er worden geen ondersoorten (meer) onderscheiden.
De papoea-jaarvogel komt voor in tropische bosgebieden zowel in het laagland en moerasgebieden als in heuvelland tot een hoogte van meestal 500 en bij uitzondering tot 1800 m boven de zeespiegel.

## Status
De populatie-aantallen gaan achteruit, maar het is geen bedreigde vogelsoort. In dichtbevolkte delen van Nieuw-Guinea is de vogel verdwenen doordat er veel op deze vogel wordt gejaagd omdat zijn veren een belangrijk onderdeel zijn van traditionele feestkleding.

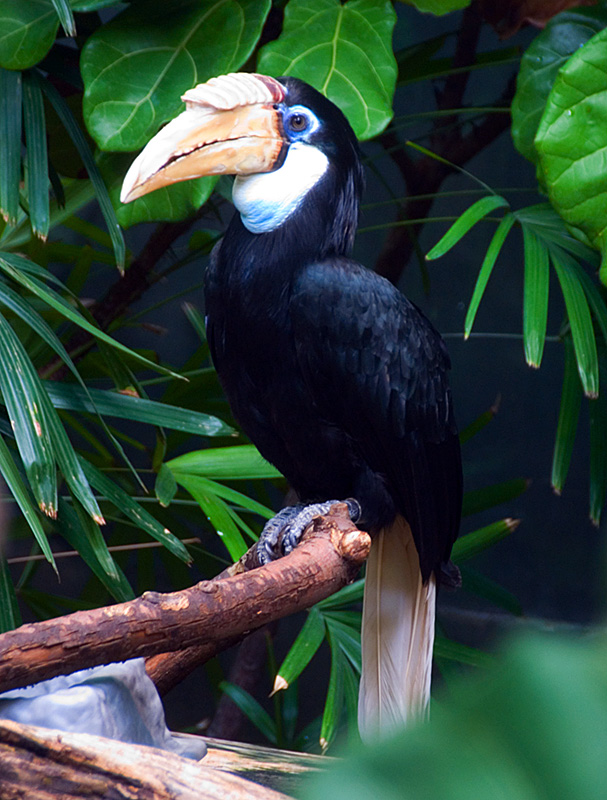
Vrouwtje
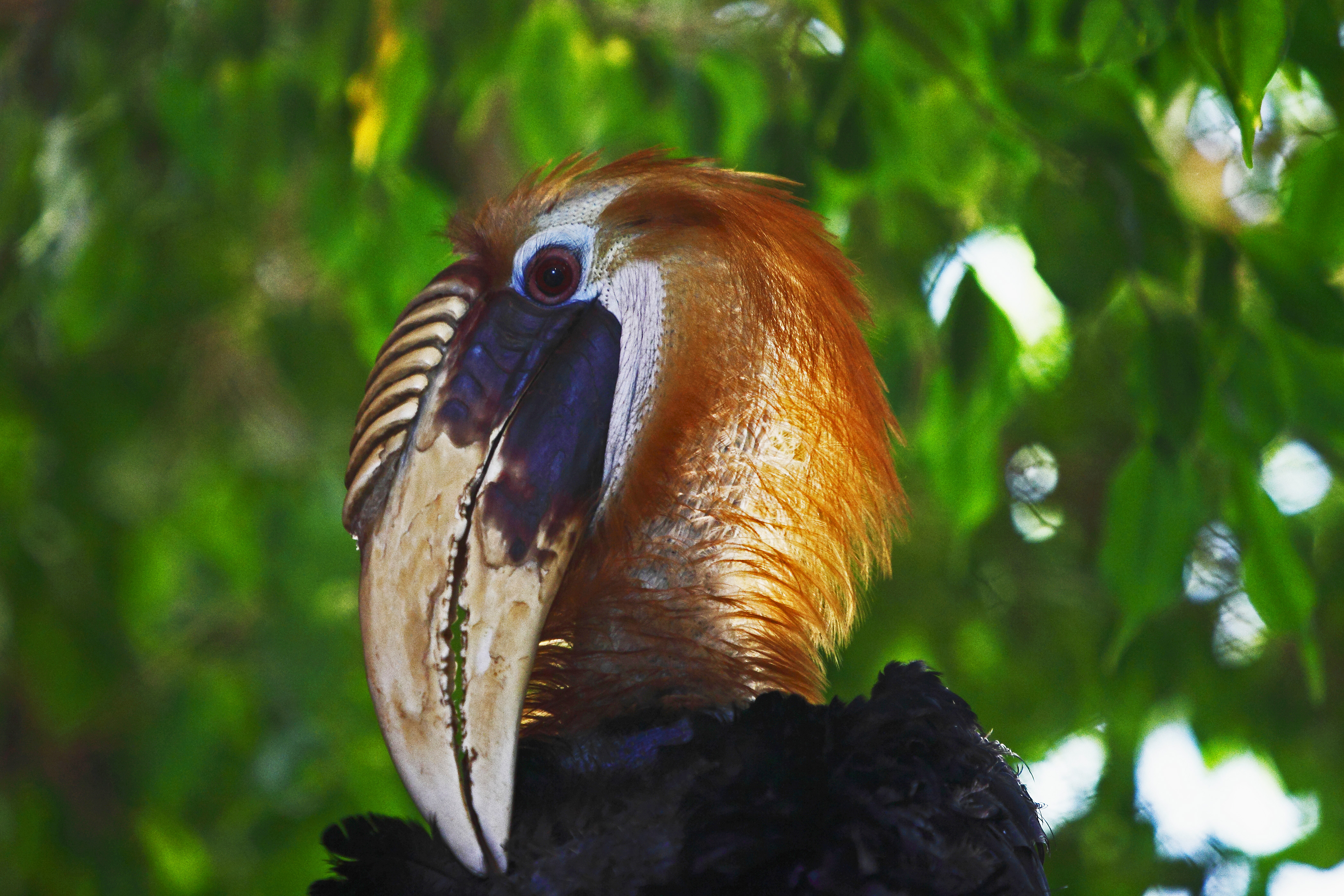
Mannetje